# 藤澤ノリマサ
藤澤 ノリマサ（ふじさわ ノリマサ、1983年3月8日 - ）は、日本の歌手、作曲家である。身長172cm。AB型。北海道札幌市東区出身。

## 人物
- 声楽家の父と、歌謡教室の講師だった母との間に生まれる。クラシック・オペラ・カンツォーネ、演歌や歌謡曲など多様な音楽があふれる家庭だった。
- 幼少からピアノを始めたが練習を好まず、ピアノ教室を辞めたり再開したりを繰り返していたという。
- 小3の時に出場した地域のカラオケ大会で優勝し、人前で歌う喜びを知る。それからコンテストやカラオケ大会に参加。中学時代にNHK-BSの番組の本選に進むが変声期を指摘され落選、高1の時に『NHKのど自慢』（NHK総合・ラジオ第1）に出場して優勝している。
- 国語の教材詩に作曲をしたところ、創立記念祭テーマ曲に採用される。校内合唱コンクールではクラスのピアノ伴奏を担当。担任や同級生から「のりまき」と呼ばれていた。
- 高校時代、夏季留学先のカナダでセリーヌ・ディオンに影響を受け、洋楽を聴くようになる。セリーヌとテノール歌手のアンドレア・ボチェッリとのデュエット楽曲を聴き歌手になることを決意。
- 父の母校でもある武蔵野音楽大学声楽科に入学。菊池英美に師事。同門下に江原啓之がいる。ファンクラブイベントのサプライズゲストとして2人が出演したこともある。
- 大学在学中はバラード曲を集中して制作。「バラード以外は歌わないと決めていた」「バラードに身を捧げた音大生」だったと語っている。
- 趣味はカフェ巡り、お笑い・漫才・落語鑑賞。林家木久扇、綾小路きみまろのファン。
- 空港・飛行機マニア。好きな機体はボーイング747。
- 影響を受けたアーティストとしてセリーヌ・ディオン、ビリー・ジョエル を挙げている。ラスベガスにあるセリーヌの劇場に行くために年に1度は渡米している。
- デビュー直後には「ポップオペラの貴公子」とのキャッチフレーズがつけられていた。また、アニメ『新テニスの王子様』のオープニング主題歌「未来の僕らへ」を担当したときは、サビで突然歌い方がベルカント唱法に変わる意外性がアニメファンにも受けて「謎オペラ」と命名された。
- 公言している目標は「紅白歌合戦出場」「東京オリンピックの開会式で歌うこと」「日本武道館でコンサートをすること」。

## 音楽活動
デビュー前
大学入学後、音楽事務所やレコード会社にデモテープを送り、コンテストやオーディションを多数受ける。ライブハウスや路上ライブなどでも活動。インディーズで「Remember」「その悲しみに触れない距離に」をリリースしている(2017年にファンクラブ限定で抽選販売された)。
同事務所のSister Qのシングル『愛と夢』にFujisawa名義でゲスト参加。
2008年
4月30日にシングル『ダッタン人の踊り』でメジャーデビュー。ロシアの作曲家ボロディンのオペラ『イーゴリ公』の「韃靼（だったん）人の踊り」をサビに引用し、ポップスの作曲、全体の作詞は藤澤が担当した。
USENの4月度問い合わせチャートで3位を記録。デビュー前日の4月29日には、東京ミッドタウンでの「デビュー前夜祭」で1000人を動員した。デビュー以降、全国各地でインストアイベントを精力的に行う。
2009年
ファーストコンサート「Voice of Love」開催。演出はいのうえひでのり。当年で14公演開催。
初のフルオリジナル曲・5thシングル『愛の奇跡』リリース。
2010年
1月公開の映画『オーシャンズ』日本版主題歌としてベートーヴェンの「悲愴」をモチーフにした「Sailing my life」を 平原綾香とデュエット(平原綾香&藤澤ノリマサ名義)。歌詞は平原との共作で、スタッフを交えたメールのやりとりによって作詞された。
6月にファンクラブ「藤澤ノリマサのプレミアムクラブ」が開設。
ファンから次回シングルのモチーフ曲を募集する企画で、ベートーヴェンの交響曲第9番が一位となる。本人作曲による8thシングル『希望の歌〜交響曲第九番〜』が発表された。この曲の発表と同時に「ノリマサ合唱団」が募集され、各地のイベントで合唱が行われた。
2011年
9thシングル「桜の歌」のMVが横浜市立桜丘高等学校で撮影された縁で、同高校の卒業式予行演習にサプライズで登場。表題曲と「希望の歌〜交響曲第九番〜」を歌唱した。
「'O sole mio!〜イタリアの歌〜」を藤野浩一指揮、神奈川フィルハーモニー管弦楽団の演奏でかながわアートホールで同時録音により制作。その際、ファンクラブイベントとして会員を客席に招待。
2012年
10thシングル「未来の僕らへ」がテレビ東京系列アニメ『新テニスの王子様』オープニングテーマとして放送されると、歌唱法に驚いた視聴者から「謎オペラ」と称される。それが本人公認であることもテニプリファンの間で話題となる。
2013年
武部聡志プロデュースにより11thシングル「Period.」を発売。武部は「5th Anniversary Concert」にもプロデューサー・ピアノとして参加した。
2015年
1月1日付で所属事務所を、スマイルカンパニーからプロダクション尾木へ移籍。5月よりレーベルを、ドリーミュージックからワーナーミュージック・ジャパンへ移籍。12月には移籍第一弾となる13thシングル「愛の挨拶～夜空に星を散りばめて～」をリリース。作詞は同事務所に所属するAqua Timezの太志が担当。
2016年
フィギュアスケートのアイスショー「Fantasy on Ice 2016」の幕張・札幌公演にゲストアーティスト出演。ハビエル・フェルナンデスによる「ダッタン人の踊り」、ステファン・ランビエールによる「Nessun dorma」のスケーティングにおいて歌唱。
8月に4年ぶりのオリジナルフルアルバム『MESSAGE』をリリース。ビルボードジャパン クラシック部門で2週連続1位およびチャートイン。
12月、FNS歌謡祭にてオープニングアクト。歓喜の歌を独唱。
2017年
「Fantasy on Ice 2017」に連続して出演(新潟・神戸公演)。織田信成、アンナ・ポゴリラヤ、ガブリエラ・パパダキス＆ギョーム・シゼロンのスケーティングで歌唱。

## ディスコグラフィ

### シングル
|      | 発売日         | タイトル                                                           | 規格品番                                                             | 収録曲 | 備考                                                                                |
| ---- | -------------- | ------------------------------------------------------------------ | -------------------------------------------------------------------- | --- | ----------------------------------------------------------------------------------- |
| 1st  | 2008年4月30日  | ダッタン人の踊り                                                   | MUCD-5131                                                            | 1. ダッタン人の踊り [4:44] 【作詞:藤澤ノリマサ/作曲:あおい吉勇,アレクサンドル・ボロディン/編曲:あおい吉勇】 2. 太陽の女神 3. ダッタン人の踊り 83key mix | オリコン最高70位 登場回数7回                                                        |
| 2nd  | 2008年8月27日  | VINCERO -ビンチェロ-                                               | MUCD-5138                                                            | 1. VINCERO-ビンチェロ- 2. 幻影 3. VINCERO-ビンチェロ- 83key mix | オリコン最高75位 登場回数5回 表題曲はSister Q feat.Fujisawa『愛と夢』の歌詞違い版。 |
| 3rd  | 2008年10月22日 | Cross Heart                                                        | MUCD-5139                                                            | 1. Cross Heart [4:11] 【作詞:藤澤ノリマサ/作曲:前口渉,トンマーゾ・ジョルダーニ/編曲:前口渉】 2. One More Time [3:58] 【作詞:藤澤ノリマサ,uBose Heyward/作曲:陶山隼,ジョージ・ガーシュウィン/編曲:陶山隼】 3. Cross Heart -83key mix [8:26] | オリコン最高97位                                                                    |
| 4th  | 2009年4月22日  | Prayer                                                             | MUCD-5150                                                            | 1. Prayer [5:06] 【作詞:藤澤ノリマサ/作曲:藤澤ノリマサ,J.S.バッハ/編曲:あおい吉勇】 2. 赤い砂漠 [4:59] 【作詞:西田恵美/作曲:増田武史,ラフマニノフ/編曲:増田武史】 3. Prayer -Acoustic Version- [4:49] | オリコン最高49位 登場回数6回                                                        |
| 5th  | 2009年7月15日  | 愛の奇跡                                                           | MUCD-5155                                                            | 1. 愛の奇跡 [5:11] 【作詞作曲:藤澤ノリマサ/編曲:前口渉,弦一徹】 2. Go My Way [5:14] 【作詞:春和文/作曲:鈴木盛広,ピョートル・チャイコフスキー/編曲:鈴木盛広】 3. 愛の奇跡 -Acoustic Version- [5:49] 【作詞作曲編曲:藤澤ノリマサ】 | オリコン最高30位 登場回数4回                                                        |
| 6th  | 2009年11月4日  | Domani〜明日をつかまえて〜                                         | MUCD-9009:CD+DVD MUCD-5159:CD                                        | CD 1. Domani〜明日をつかまえて〜 [4:56] 【作詞:松尾潔/作曲:椎名邦仁,秋田新一郎,ゲオルク・フリードリヒ・ヘンデル/編曲:椎名邦仁,秋田新一郎,高橋千佳子】 2. クリスマス・イブ [5:12] 【作詞作曲:山下達郎/編曲:藤澤ノリマサ,増田武史】 3. 真愛-Shin Ai- [4:55] 【作詞:西田恵美/作曲:ヴォルフガング・アマデウス・モーツァルト,adult education/編曲:中西亮輔】 DVD 1. Domani〜明日をつかまえて〜 2. Domani〜明日をつかまえて〜 (メイキング映像)                                             | オリコン最高45位 登場回数6回 真愛-shin Ai のドラムスはLUNA SEAの真矢が担当          |
|      | 2010年1月13日  | Sailing my life (平原綾香＆藤澤ノリマサ)                           | MUCD-5162                                                            | 1. Sailing my life [4:49] 【作詞:平原綾香,藤澤ノリマサ/作曲:ルートヴィヒ・ヴァン・ベートーヴェン/編曲:坂本昌之】 2. Air [3:54] 【作詞:平原綾香,藤澤ノリマサ/作曲:バッハ/編曲:坂本昌之】 3. Sailing my life (instrumental) [4:48] 4. Air (instrumental) [3:58] | オリコン最高23位 登場回数6回                                                        |
| 7th  | 2010年6月9日   | 君に逢いたい/笑顔の理由                                            | MUCD-5168                                                            | 1. 君に逢いたい [4:44] 【作詞:石川絵理/作曲:あおい吉勇,ジョルジュ・ビゼー/編曲:あおい吉勇】 2. 笑顔の理由 [5:19] 【作詞:松村龍二/作曲:陶山隼,アントニン・ドヴォルザーク/編曲:陶山隼】 3. Precious Memory [4:29] 【作詞:藤澤ノリマサ,春和文/作曲:藤澤ノリマサ,フレデリック・ショパン/編曲:長谷川智樹】 | オリコン最高49位                                                                    |
| 8th  | 2010年10月13日 | 希望の歌〜交響曲第九番〜                                           | MUCD-5178                                                            | 1. 希望の歌〜交響曲第九番〜 (交響曲第9番) [4:00] 【作詞:六ツ見純代,シラー/作曲:藤澤ノリマサ,ルートヴィヒ・ヴァン・ベートーヴェン/編曲:長岡成貢】 2. Aurora Curtain (展覧会の絵) [5:38] 【作詞:鈴木静那/作曲:辰巳博成,モデスト・ムソルグスキー/編曲:辰巳博成】 3. 心のままに… (英雄ポロネーズ) [4:27] 【作詞:春和文/作曲:吉田将樹,フレデリック・ショパン/編曲:中西亮輔】 4. 希望の歌〜交響曲第九番〜 [カラオケ・ヴァージョン] [4:00]                                                  | オリコン最高25位 登場回数7回                                                        |
| 9th  | 2011年1月26日  | 桜の歌                                                             | MUCD-5183                                                            | 1. 桜の歌 (くるみ割り人形) [4:06] 【作詞:春和文/作曲:中野雄太,ピョートル・チャイコフスキー/編曲:中野雄太】 2. Melodia 〜君に捧げる愛の歌〜 (オリジナルポップオペラ) [4:55] 【作詞作曲編曲:長岡成貢】 3. Sing A Song (ユーモレスク) [5:40] 【作詞:春和文/作曲:koshin,アントニン・ドヴォルザーク/編曲:佐々木裕】 4. 桜の歌 (カラオケ・ヴァージョン) [4:04] | オリコン最高64位                                                                    |
| 10th | 2012年2月22日  | 未来の僕らへ                                                       | MUCD-5197:初回生産限定盤 MUCD-5198:通常盤                            | 1. 未来の僕らへ [4:29] 【作詞:夏ノ芹子/作曲:河村佳希/編曲:あおい吉勇】 2. Gloria-賛歌- [4:06] 【作詞:藤澤ノリマサ,石川絵理/作曲:藤澤ノリマサ/編曲:増田武史,大先生室屋】 3. 夢の途中 [5:03] 【作詞作曲:藤澤ノリマサ/編曲:中野雄太】 4. 未来の僕らへ (TV SIZE) [1:33] 5. 未来の僕らへ (カラオケ・ヴァージョン) [4:28] | オリコン最高27位 登場回数4回                                                        |
| 11th | 2013年9月25日  | Period.                                                            | MUCD-9061:初回限定盤 MUCD-5234:通常盤                                | - Period. [4:34] 【作詞:藤澤ノリマサ,春和文/作曲:藤澤ノリマサ/編曲:武部聡志】 - 君がくれた大切なもの [4:33] 【作詞:西田恵美/作曲:藤澤ノリマサ/編曲:武部聡志】 - One More Time 〜5th Anniversary CONCERT version [4:08] 【作詞:藤澤ノリマサ/作曲:陶山隼,ジョージ・ガーシュウィン/編曲:武部聡志】 - 愛の奇跡 〜5th Anniversary CONCERT version [5:29] 【作詞作曲:藤澤ノリマサ/編曲:武部聡志】 - Period. (instrumental version) [4:30] DVD 1. Period. 〜5th Anniversary CONCERT version | オリコン最高34位                                                                    |
| 12th | 2013年10月9日  | Hasta La Victoria〜『アイーダ』より〜~                             | MUCD-5244                                                            | 1. Hasta La Victoria〜『アイーダ』より〜 [4:16] 【作詞:石川絵理/作曲:藤澤ノリマサ,ジュゼッペ・ヴェルディ/編曲:長岡成貢】 2. VINCERO -ビンチェロ- ~5th Anniversary CONCERT version [3:48] 【作詞:西田恵美/作曲:ジャコモ・プッチーニ/編曲:武部聡志】 3. Hasta La Victoria〜『アイーダ』より〜 (instrumental version) [4:14] | オリコン最高75位                                                                    |
| 13th | 2015年12月9日  | 愛の挨拶〜夜空に星を散りばめて〜/Brand New Day                     | WPCL-12286:初回限定盤A WPZL-31133:初回限定盤Ｂ WPCL-12287:通常盤     | 1. 愛の挨拶～夜空に星を散りばめて～ [4:33] 【作詞:太志(Aqua Timez)/作曲：エドワード・エルガー,藤澤ノリマサ】 2. Brand New Day [4:15] 【作詞:藤澤ノリマサ/作曲:エドヴァルド・ハーゲルップ・グリーグ,藤澤ノリマサ】 3. 愛の挨拶～夜空に星を散りばめて～(Inst Ver.) 4. Brand New Day(Inst Ver.) | オリコン最高38位                                                                    |
| 14th | 2017年9月13日  | Stay forever～あなたを守りたい/NHKみんなのうたダンディーひつじ執事 | WPZL-31362/3:初回限定盤A WPZL-31385/6:初回限定盤B WPCL-12712：通常盤 | 1. 「Stay forever～あなたを守りたい」【作詞：渡辺なつみ/作曲：中西圭三/編曲:YANAGIMAN 2. NHKみんなのうた「ダンディーひつじ執事」【作詞:SHUN/作曲:SHUN】 | オリコンデイリー最高13位 登場3回                                                    |
| 15th | 2020年1月29日  | SOLARE〜威風堂々〜                                                 | NFBB-0001                                                            | 1. SOLARE〜威風堂々〜 2. Moldau〜夢叶うその日まで〜 |                                                                                     |

### 配信限定シングル
| 発売日        | タイトル                                | レーベル                       |
| ------------- | --------------------------------------- | ------------------------------ |
| 2017年8月2日  | NHKみんなのうた「ダンディーひつじ執事」 | ワーナーミュージック・ジャパン |
| 2021年12月3日 | Christmas Wishes                        | Offic Dattan Music             |
| 2022年4月8日  | Return To Life                          | Offic Dattan Music             |

### アルバム
|          | 発売日         | タイトル                                  | 規格品番                                                                      | 収録曲 | 備考                                            |
| -------- | -------------- | ----------------------------------------- | ----------------------------------------------------------------------------- | --- | ----------------------------------------------- |
| 1st      | 2008年11月26日 | VOICE OF LOVE〜愛の力〜                   | MUCD-8008:初回盤 MUCD-1193:通常盤                                             | 1. イーゴリ公::ダッタン人の踊り 2. 『トゥーランドット』より『誰も寝てはならぬ』::VINCERO -ビンチェロ- 3. カロ・ミオ・ベン::Cross Heart 4. 『蝶々夫人』第2幕から『ある晴れた日に』::旅立ちの光 5. アベマリア::君が待つ家 〜AVE MARIA〜 6. 『ジャンニ・スキッキ』より『私のお父さん』::太陽の女神 7. パヴァーヌOp.50::本当の景色 8. 『わが祖国』より『ヴルタヴァ』::幻影 9. 『真珠採り』第1幕から『耳に残るは君の歌声』::君の後ろ姿 10. 『リュートのための古風な舞曲とアリア』より第三組曲『シチリアーナ』::願い 11. オー・ソレ・ミオ::僕の太陽 12. 『威風堂々』第1番::その日まで 13. 悲愴::未来への道 DVD 1. Interview〜デビューまでの奇跡&「ダッタン人の踊り」撮影風景〜 2. Interview〜「ダッタン人の踊り」について〜 3. ダッタン人の踊り (Video Clip) 4. Interview〜VINCERO-ビンチェロ-について&Video Clipメイキング〜 5. VINCERO-ビンチェロ- (Video Clip) 6. VOICE OF LOVE〜愛の力〜レコーディング風景〜 7. Interview〜「Cross Heart」について〜 8. Cross Heart (Video Clip) | オリコン最高49位 登場回数7回                    |
| 2nd      | 2009年12月2日  | Appassionato〜情熱の歌〜                  | MUCD-8011:初回限定盤 MUCD-8012:通常盤 MUCD-1220:CD                            | 1. Prayer -Album Ver- (カンタータ 第147番 BWV147より「主よ 人の望みの喜びよ」) 2. Domani 〜明日をつかまえて〜 (歌劇「リナルド」より アルミレーナのアリア「私を泣かせてください」) 3. 貴方を求めて (カルーゾ) 4. 孤独の欠片 〜 ラ・クンパルシータ〜 (ラ・クンパルシータ) 5. 赤い砂漠 (14の歌曲 作品34 第14番 ヴォカリーズ 嬰ハ短調) 6. Ti amo 永久に 7. 愛のモンタージュ (ピアノ・ソナタ 第14番 嬰ハ短調 作品27の2「月光」) 8. 地図のない道 〜 AVE MARIA〜 (アヴェ・マリア) 9. if 〜 白鳥の湖〜 (白鳥の湖 作品20 第2幕「情景」) 10. さよならがくれたもの (幻想即興曲 嬰ハ短調 作品66) 11. 夜明けのヴィーナス (アマポーラ) 12. Go My Way (序曲1812年 変ホ長調 作品49) 13. 温もり (練習曲 作品10 第3番 ホ長調「別れの曲」) 14. 愛の奇跡 15. 銀の雨 <ボーナストラック> DVD 1. ダッタン人の踊り (コンサート映像 from 1st CONCERT 「VOICE OF LOVE」 @ ル テアトル銀座 by PARCO) 2. VINCERO -ビンチェロ- (コンサート映像 from 1st CONCERT 「VOICE OF LOVE」 @ ル テアトル銀座 by PARCO) 3. Cross Heart (コンサート映像 from 1st CONCERT 「VOICE OF LOVE」 @ ル テアトル銀座 by PARCO) 4. Prayer (ミュージック・ビデオ) 5. 愛の奇跡 (ミュージック・ビデオ) 6. Domani 〜明日をつかまえて〜 (ミュージック・ビデオ) | オリコン最高22位 登場回数4回                    |
| 3rd      | 2011年2月9日   | 希望の歌〜La speranza〜                   | MUCD-8017:初回生産限定盤 MUCD-1242:通常盤 MUCD-5178:CD                        | 1. 希望の歌〜交響曲第九番〜 (交響曲第9番ニ短調作品125第4楽章「歓喜の歌」) 2. 桜の歌 (バレエ組曲「くるみ割り人形」より「花のワルツ」と「行進曲」) 3. 運命のストール (管弦楽組曲第3番「G線上のアリア」より) 4. Melodia〜君に捧げる愛の歌〜 5. Aurora Curtain (組曲「展覧会の絵」より「プロムナード」) 6. 朝日と夕日のような君と (エリーゼのために) 7. 君に逢いたい (カルメン組曲より「ハバネラ」) 8. Mirage (シシリエンヌ) 9. SOULMATE 10. 笑顔の理由 (弦楽セレナード) 10. Splendid Life (亡き王女のためのパヴァーヌ) 11. 春の願い 12. 魂のレクイエム (怒りの日「ディエス・イレ」) (ボーナストラック) 13. Sailing my life with 平原綾香(ピアノ・ソナタ第8番ハ短調作品13「悲愴」第2楽章) (ボーナストラック) | オリコン最高16位 登場回数15回                   |
| 1st mini | 2011年8月24日  | 'O sole mio!〜イタリアの歌〜              | MUCD-1251                                                                     | 1. オ・ソレ・ミオ 2. フニクリ・フニクラ 3. 泣かないお前 4. サンタ・ルチア 5. 帰れソレントへ 6. カタリ・カタリ 7. 君と旅立とう 8. 誰も寝てはならぬ <歌劇「トゥーランドット」より> 9. 希望の歌 〜交響曲第九番〜(オーケストラ・ヴァージョン) [ボーナストラック] | オリコン最高42位 登場回数4回                    |
| 限定盤   | 2012年8月1日   | 山野楽器120周年記念限定CD「心のアルバム」 | DXD-1019                                                                      | 1. ダッタン人の踊り(ライブ音源) 2. VINCERO-ビンチェロ- (ライブ音源) 3. 希望の歌-交響曲第9番(ライブ音源) 4. 心のアルバム(山野楽器イベント音源) 5. Vaga luna, che inargenti |                                                 |
| 4th      | 2012年9月5日   | Sing for You                              | MUCD-1263                                                                     | 1. プラネタリウム(バッハのメヌエット) 2. ふたりきり 3. 聴かせてよ 4. 愛は今も(アルビノーニのアダージョ) 5. 茜色の空(カヴァレリア・ルスティカーナ) 6. You Raise Me Up 7. あなたに逢うまでは 8. 未来の僕らへ - Album Ver. 9. 脆くて強い気持ち 10. Tu〜もう君にしか 11. 月の光(ドビュッシー) 12. 最後の恋 | オリコン最高26位 登場回数3回                    |
| ベスト   | 2013年10月23日 | POP OPERA THEATER~5th Anniversary BEST    | MUCD-1288:初回生産限定盤 MUCD-1290:通常盤                                     | DISC1 1. Hasta La Victoria〜『アイーダ』より〜 2. ダッタン人の踊り 3. VINCERO-ビンチェロ- 4. Prayer 5. 愛の奇跡 6. Cross Heart 7. Domani 〜明日をつかまえて〜 8. 希望の歌 〜交響曲第九番〜 9. 桜の歌 10. 未来の僕らへ 11. 愛は今も 12. 月の光 13. 最後の恋 14. 君に逢いたい 15. 温もり 16. Period. 17. 愛しい記憶 DISC2 1. Tu 〜もう君にしか 2. Melodia 〜君に捧げる愛の歌〜 3. 魂のレクイエム 4. SOULMATE 5. 夜明けのヴィーナス 6. 銀の雨 7. あなたに逢うまでは 8. 未来への道 9. 幸せの旅 <初収録> 10. Caro mio ben <初収録> | オリコン最高56位 登場回数4回                    |
| ベスト   | 2014年         | POP OPERA THEATER~5th Anniversary BEST 2  | MUCD-                                                                         | 1. 太陽の女神 2. 幻影 3. One More Time 4. 君の後ろ姿 5. 僕の太陽 6. Go My Way 7. 真愛-Shin Ai- 8. 孤独の欠片 ~ラ・クンパルシータ~ 9. 貴方を求めて 10. (if ~白鳥の湖~ 11. Aurora Curtain 12. Splendid Life 13. 朝日と夕日のような君と 14. 運命のストール 15. プラネタリウム 16. 茜色の空 |                                                 |
| 2nd mini | 2014年10月29日 | Sogno〜夢〜                               | MUCD-1311                                                                     | 1. 永遠の人 2. 1センチの恋心 3. Shall we… 4. 追想 5. 夢 6. Hasta La Victoria 〜『アイーダ』より〜 (El Clasico Ver.) -bonus track- 7. Sogno 〜『夢』イタリア語Ver.〜 | オリコン最高38位                                |
| 5th      | 2016年8月24日  | MESSAGE                                   | WPZL-31228/9:初回生産限定盤Ａ WPZL-31230/1:初回生産限定盤Ｂ WPCL-12440:通常盤 | 1. 何でもいいのさ～to tell you the truth～ 2. You may cry ～それがあふれる涙なら 3. Farfalla 4. 愛の挨拶～夜空に星を散りばめて～ 5. あなたのいない明日へ 6. 黒い貴婦人 -Homage to Shakespeare- 7. 一輪の花束 8. RAISE VEIL 9. Brand New Day 10. 伝えなくちゃ | オリコン最高25位 ビルボードクラシック2週連続1位 |
| 6th      | 2018年9月5日   | ポップオペラ名曲アルバム                  | WPCL12920                                                                     | 1. 瑠璃色の地球 (松田聖子) 2. ワインレッドの心 (玉置浩二) 3. ルビーの指環 (寺尾聡) 4. 時の流れに身をまかせ (テレサテン) 5. I LOVE YOU (尾崎豊) 6. 勝手にしやがれ (沢田研二) 7. シルエット・ロマンス (大橋純子) 8. また逢う日まで (尾崎紀世彦) 9. for you... (髙橋真梨子) 10. 駅 (竹内まりや) 11. 糸 (中島みゆき) 12. 川の流れのように (美空ひばり) | 編曲・ピアノ/武部聡志                           |
| 7th      | 2021年5月19日  | La Luce-ラ・ルーチェ-                     | FRCA-1307:初回限定盤 FRCA-1308:通常盤                                         | 1. La Luce 2. 雨 3. 帰り道 4. Only A Smile 5. iL Ponte 6. こんなに 7. I Feel with 沢田知可子 8. 僕らはこの星で暮らすんだ 9. 漂泊 10. 誰か僕に名前をください 11. Song Is My Life 12. 手紙 | 松井五郎プロデュース                            |
| 8th      | 2022年11月23日 | Changing Point                            | FRCA-13016:初回限定盤 FRCA-1318:通常盤                                        | 1. Changing Point 2. Yes I do - キスはまだ終わってない 3. 海がくれたバイオリン 4. さよならを言うだけで 5. 愛するかたち 6. パンドラの耳打ち 7. 琥珀のとき 8. 花ノ音 9. 窓辺の羽根 10. Chistmas Wishes 11. Ambivalence 12. Behind the sky 13. Return to Life 14. 君を愛してる | 松井五郎プロデュース                            |

### DVD・Blu-ray
|     | 発売日         | タイトル                                          | 規格品番      | 収録曲 | 備考                                        |
| --- | -------------- | ------------------------------------------------- | ------------- | --- | ------------------------------------------- |
| 1st | 2010年1月13日  | 1st CONCERT VOICE OF LOVE                         | MUBD-1032     | 1. OVERTURE 2. ダッタン人の踊り 3. VINCERO-ビンチェロ- 4. 赤い砂漠 5. 君の後ろ姿 6. 本当の景色 7. その日まで 8. THE PHANTOM OF THE OPERA 9. A WHOLE NEW WORLD 10. 君が待つ家 11. 帰れソレントへ 12. 願い 13. 未来への道 14. 太陽の女神 15. One More Time 16. 幻影 17. 旅立ちの光 18. 僕の太陽 19. Cross Heart [Encore-1] 20. Prayer [Encore-1] 21. 愛の奇跡 [Encore-2] | オリコン最高81位                            |
| 2nd | 2011年4月6日   | CONCERT APPASSIONATO                              | MUBD-1035     | 1. Overture 2. Prayer -Album Ver- 3. 赤い砂漠 4. if〜白鳥の湖〜 5. さよならがくれたもの 6. Ti amo 永久に 7. Appassionatoスペシャルメドレー 8. 瑠璃色の地球 9. 笑顔の理由 10. 君が想い出に変わるまで 11. 夜明けのヴィーナス 12. 貴方を求めて 13. 君に逢いたい 14. One More Time 15. 温もり 16. 愛の奇跡 17. 僕の太陽 18. ダッタン人の踊り (Encore-1) 19. 希望の歌~交響曲第九番~ (Encore-1) 20. VINCERO-ビンチェロ- (Encore-2) 21. Go My Way (Encore-2) | オリコン最高127位                           |
| 3rd | 2013年10月23日 | 5th Anniversary Concert at Bunkamura Orchard Hall | MUBD-1046     | 1. 少年時代 2. 青春の影 3. 君住む街へ 4. 恋の予感 5. 君は薔薇より美しい 6. 心の瞳 7. 希望の歌 ~交響曲第九番~ 8. 魂のレクイエム 9. Splendid Life 10. Tu~もう君にしか 11. Prayer 12. Tu,ca nun chiagne!~’O sole mio! 13. 月の光 14. 愛の奇跡 15. One More Time 16. 愛は今も 17. ダッタン人の踊り 18. VINCERO-ビンチェロ- 19. Sing A Song (アンコール) 20. Period. (アンコール) 21. 未来への道 (アンコール) | オリコン最高56位、登場回数4回               |
| 4th | 2014年06月25日 | 藤澤ノリマサ CONCERT TOUR 2013                    | MUBD-1054     | 1. ダッタン人の踊り 2. 太陽の女神 3. 桜の歌〜君に逢いたい〜愛しい記憶〜未来の僕らへ 4. Domani 〜明日をつかまえて〜 5. 銀の雨 6. One More Time 7. White Christmas 8. Can’t Help Falling In Love 9. When You Wish Upon A Star 10. Caro mio ben 11. Torna a Surriento 12. Prayer 13. 愛の奇跡 14. 夜明けのヴィーナス 15. 僕の太陽 16. Cross Heart 17. VINCERO-ビンチェロ- 18. Hasta La Victoria 〜『アイーダ』より〜 <アンコール> 19. 希望の歌 〜交響曲第九番〜 <アンコール> 20. Period. <アンコール>                                                                              | オリコン最高86位                            |
| 5th | 2018年2月14日  | 藤澤ノリマサ CONCERT 2017 〜Overture〜            | WPZL-90153/54 | 1. 未来への道 2. プラネタリウム 3. Aurora Curtain 4. 黒い貴婦人 ｰHomage to Shakespeareｰ 5. 一輪の花束 6. 温もり 7. 愛の挨拶〜夜空に星を散りばめて〜 8. 脆くて強い気持ち 9. One More Time 10. ダンディーひつじ執事 11. Domani〜明日をつかまえて〜 12. Dicitencello vuie(彼女に告げて) 13. Remember〜My friend〜自由の翼 (未発表曲メドレー) 14. Stay forever〜あなたを守りたい 15. Brand New Day 16. Splendid Life 17. ダッタン人の踊り 18. VINCERO〜ビンチェロ〜 19. 伝えなくちゃ 20. 何でもいいのさ〜to tell you truth〜 (アンコール) 21. 希望の歌〜交響曲第九番〜 (アンコール) | レコチョク ハイレゾアルバム1位・オリコン3位 |

## タイアップ
| 曲名                                    | タイアップ                                                                                        |
| --------------------------------------- | ------------------------------------------------------------------------------------------------- |
| ダッタン人の踊り                        | 中京テレビ・日本テレビ系『ニッポン縦断おかず発見!ルート88』2008年4月度エンディングテーマ          |
| ダッタン人の踊り                        | 日本テレビ系『スッキリ!!』2008年5月度エンディングテーマ                                           |
| VINCERO -ビンチェロ-                    | 日本テレビ系『スッキリ!!』2008年8月度エンディングテーマ                                           |
| Cross Heart                             | 毎日放送・TBS系『チェック!ザ・No.1』2008年10月-12月度エンディングテーマ                           |
| Prayer                                  | 札幌テレビ『どさんこワイド』2009年5月17時台エンディングテーマ                                     |
| Go My Way                               | 札幌テレビ・日本テレビ系全国28局ネット『第52回札幌国際ハーフマラソン』2009年7月エンディングテーマ |
| Domani〜明日をつかまえて〜              | テレビ朝日系ドラマ 木曜ミステリー『その男、副署長』2009年10月-12月主題歌                          |
| Sailing my life                         | 映画『オーシャンズ』日本語版主題歌 2010年1月公開                                                  |
| 君に逢いたい                            | 日本テレビ系『ジャック10』2010年6月度エンディングテーマ                                           |
| 笑顔の理由                              | ヤクルト400TVCMソング                                                                             |
| 希望の歌〜交響曲第九番〜                | TBS系列『はなまるマーケット』エンディングテーマ                                                   |
| 桜の歌                                  | TBS系列『世界・ふしぎ発見!』エンディングテーマ                                                    |
| 未来の僕らへ                            | テレビ東京系列アニメ『新テニスの王子様』オープニングテーマ                                        |
| 愛は今も（アルビノーニのアダージョ）    | TBS系列『フルハウスTAKE2』オープニングテーマ                                                      |
| プラネタリウム（バッハのメヌエット）    | 日本テレビ系『ぶらり途中下車の旅』2012年10月クールエンディングテーマ                              |
| 幸せの旅                                | 日本テレビ系『ぶらり途中下車の旅』2013年1月クールエンディングテーマ                               |
| 何でもいいのさ～to tell you the truth～ | TBS系列「ひるおび!」2016年8月度エンディングテーマ                                                 |
| ダンディーひつじ執事                    | NHKみんなのうた 2017年8月-9月曲                                                                   |
| Solale〜威風堂々〜                      | SANKYO TVCMソング(歌唱出演) 2019年                                                                |
| モルダウのヴォカリーズ                  | ゼウスインパクト TV CMソング 2019年                                                               |

## ミュージックビデオ
| 監督       | 曲名 |
| 井上強     | 「Sailing my life (Movie Ver.)」                                                                                  |
| 江原慎太郎 | 「Tu〜もう君にしか」「愛は今も」「月の光」「未来の僕らへ」                                                        |
| 高木聡     | 「希望の歌 〜交響曲第九番〜」「                                                                                   |
| 高城明久   | 「君に逢いたい」                                                                                                  |
| 直         | 「桜の歌」 |
| 中井泰太郎 | 「Cross Heart」「Domani〜明日をつかまえて〜」「Prayer」「VINCERO -ビンチェロ-」「ダッタン人の踊り」「愛の奇跡」「 |

## コンサート

### 単独コンサート
- 1st CONCERT TOUR「VOICE OF LOVE」(2009年) 3都市4公演 演出:いのうえひでのり ゲスト:辛島小恵
- 天使のララ presents「Premium Night」(2009年) 4都市10公演
- 天使のララ presents 「Appassionato」(2010年) 2都市4公演
- CONCERT TOUR 2011「希望の歌」3都市3公演
- 天使のララPresents WINTER CONCERT 2011「MY STYLE」5都市6公演
- サマースペシャルポップスコンサート(2012年) 指揮/藤野浩一
- CONCERT TOUR 2012「Sing for You」17都市20公演
- 5th AnniversaryCONCERT(2013年) 2都市2公演  ピアノ:武部聡志
- CONCERT TOUR 2013 12都市13公演
- NO MIC 〜藤澤ノリマサ イタリアを歌う(2014年) 2都市2公演  ピアノ:小原孝
- CONCERT 2014  2都市4公演
- CONCERT 2015 ～Xmas with you～ 3都市3公演
- 藤澤ノリマサwith東京室内管弦楽団シンフォニック・ライブ～あなたに贈る愛の詩～ 2016年5月
- 八ヶ岳高原音楽堂コンサート -2016年/2017年/2018年/2019年
- CONCERT TOUR 2016  14都市14公演
- CONCERT2016～Xmas with you～Vol.2（2016年) 3都市3公演 東京公演ゲスト/華原朋美
- SPRING CONCERT 2017  1都市1公演
- シンフォニックコンサート2017〜響〜 1都市1公演 指揮/藤野浩一
- SUMMER CONCERT 2017 1都市1公演
- AUTUMN SPECIAL LIVE in NARITA 2017年11月
- 藤澤ノリマサ トーク＆ライブ 2017 in 第一ホテル東京 2017年11月
- PREMIUM CONCERT〜奏〜 JZ Brat SOUND OF TOKYO 2017年11月
- CONCERT 2017～Overture～ 2都市2公演
- 10th Anniversary CONCERT TOUR 2019〜威風堂々〜 7都市7公演
- タウンニュースホール 2019年11月(2公演)
- CONCERT TOUR 2019 2都市3公演

### ディナーショー
- ウェスティンナゴヤキャッスル 2016年7月/2017年8月
- ホテルニューオータニ幕張 2016年12月
- 神戸ポートピアホテル 2017年7月
- 八王子ホテルニューグランド 2017年7月
- びわ湖大津プリンスホテル 2017年12月
- ホテル椿山荘東京 2018年7月/2019年8月
- ウィシュトンホテル・ユーカリ 2018年12月
- ホテルサンライフガーデン 2019年12月25日

### イベント
- めざましクラシックス
  - 2008年-1都市1公演
  - 2016年-4都市4公演
  - 2017年-6都市7公演
  - 2018年-5都市5公演
  - 2019年-5都市5公演
- 北海道日本ハムファイターズ開幕戦 2009年4月
- 情熱大陸SPECIAL LIVE SUMMER TIME BONANZA-2010年7-8月/2012年8月
- ラ・フォル・ジュルネ・オ・ジャパン「熱狂の日」音楽祭 -2008-2010年
- Merry Snow Christmas Live- 2010年12月
- お台場合衆国2011～ぼくらがNIPPON応援団!～めざましライブ - 2011年8月
- 音霊 OTODAMA SEA STUDIO - 2011年8月/2016年7月
- 垣花正のあなたとハッピー!コンサート

-2012年/2017年
- 魔法のレストラン presents「魔法のコンサート〜ロシアより愛をこめて」-2012年9月
- ちんじゅの森コンサート - 2011年/2013年/2016年
- 小原孝ピアノ・リサイタル〜逢えてよかったね友だちプロジェクト〜-2013年4月/2015年2月
- テニプリフェスタ -2013年9月
- KOBUDO -古武道-忘年会『師走の協奏曲』2014年12月
- 枝並千花ディナーコンサート-2015年8月/2018年2月
- 民音こころの花音楽会～千年歌集～ 2015年9月
- NHK歌謡チャリティーコンサート -2015年/2017年10月
- 高崎映画祭30周年記念Symphonic Night -2016年5月
- オータムフェス夢の学校BIGフェスティバル -2016年11月
- 辛島美登里シンフォニックコンサート-2016年12月
- レジェンド オブ クラシックス -2015年9月/2017年1月/2018年1月/2019年6.7月/2020年2月
- 福魂祭2017 -2017年3月
- ファンタジー・オン・アイス -2016年(2都市4公演).2017年(3都市6公演)
- 華原朋美・藤澤ノリマサ チャリティーコンサート- 2017年6月
- 四国放送まつり- 2017年9月
- 武部聡志 Premium Duo Session Vol.1- 2017年10月/Vol.4- 2018年1月
- 渡辺真知子コンサート2017〜私は忘れない〜 2017年11月

- 葉加瀬太郎サマーフェス’18 ”50thanks evolution” 2018年8月
- 中島みゆきリスペクトコンサート〜歌縁〜 2019年
- 松原健之コンサートツアー2019 2019年9月
- 佐々木秀美&藤澤ノリマサ 魅惑のハーモニーコンサート 2020年2月

## 共演者・サポートミュージシャン
- 武部聡志
- 塩入俊哉
- 古川展生
- 平原綾香
- 新妻聖子
- かどしゅんたろう
- 紺野紗衣
- 真部裕
- 弦一徹
- 河合英史
- 伊平友樹
- 角脇真
- 榊原大
- 黒須克彦
- 川村竜
- 永村かおる
- 扇谷研人
- 古澤衛
- 藁谷亮一
- 梶谷裕子
- 白佐武史
- 森丘ヒロキ
- 小原孝
- 佐々木秀実
- 福長雅夫
- 桑山哲也

## 楽曲提供・楽曲参加
- SMAP
  - 「ひとつだけの愛〜アベ・マリア」2008年9月発売 アルバム「super.modern.artistic.performance」収録。
- 泉見洋平
  - 「君のために」2007年4月発売 「愛の輪舞曲(ロンド)」カップリング曲。藤澤教正名義で作詞作曲。編曲:佐々倉有吾 -同録の「愛の輪舞曲」「千夜一夜」でコーラス参加
  - 「願い」2012年10月発売「うつつ夢」カップリング曲  藤澤教正名義で作曲  作詞:泉水洋平
- 小西克幸(王崎信武)
  - 「はるかな空へ」2007年8月発売。藤澤教正名義で作曲/作詞:石川絵里/編曲:奥田慎吾.中西亮輔。アニメ金色のコルダ〜primo passo〜キャラクターソング
- 加地葵
  - 「You're in my heart」2009年8月発売。作詞:遥香 /編曲:前口渉 。アニメ金色のコルダSecound passo tears キャラクターソング
- スノープリンス合唱団
  - 「スノープリンス」2009年12月発売。作詞：野島伸司/編曲:増田武史。映画『スノープリンス 禁じられた恋のメロディ』主題歌
- 北野里沙
  - 「温もり」2013年5月発売。アルバム「はじまりの時」収録。編曲: 佐藤準 。 藤澤の楽曲を北野がカバー。
- 小原孝
  - 「あなたにありがとう」2014年4月発売。アルバム「弾き語りフォーユー presents ランチでピアノ2」収録。小原のオリジナル曲のボーカルを担当。
- 松原健之
  - 「雪明かりの駅/三日月が綺麗だから」2015年1月発売 「雪明かりの駅」作詞:五木寛之「三日月が綺麗だから」作詞:つんく
  - 「ブルー・スカイ～あなたと飛びたい〜」2016年5月発売「木蘭の涙」カップリング曲  作詞:松永伍一

## 出演

### テレビ
- ちちんぷいぷい（毎日放送）2008年5.9月/2010年10月/2011年3月
- 金曜バラエティー（NHK総合）2008年11月/2009年4月
- たけしの誰でもピカソ（テレビ東京）2009年1月
- どさんこワイド（札幌テレビ）2009年4月 -
- スパイスTV どーも☆キニナル!（フジテレビ）2009年6.8月
- 24時間テレビ（日本テレビ系列）2009年（北海道ローカル）/2017年
- saku saku  (テレビ神奈川）2011年9月/2012年9月/2013年9月/2015年12月
- 題名のない音楽会 （テレビ朝日）2012年3月/2015年3月
- NHK歌謡コンサート（NHK総合）2010年7.12月/2015年2.3月
- 情報ライブ ミヤネ屋 （読売テレビ）2011年4月
- ZIP!（日本テレビ）2011年5月
- ヒルナンデス!（日本テレビ）2011年7.8月
- 関ジャニの仕分け∞（テレビ朝日）2014年2.5月
- THEカラオケ★バトル（テレビ東京）2015年/2018年6月
- 水曜歌謡祭（フジテレビ）2015年4月
- 金曜7時のコンサート〜名曲!にっぽんの歌〜（テレビ東京）2015年
- うたコン（NHK総合）2016年/2017年5.10月
- 新・BS日本のうた（NHK BS）2016年2月
- 浜ちゃんが!（日本テレビ）2016年12月
- 有吉反省会（日本テレビ）2016年8月
- ミュージックフェア（フジテレビ）2016年1.9月/2017年3月
- 〜歌のワイドショー〜音楽の森（テレビ東京）2016年12月
- FNS歌謡祭 （フジテレビ）2016年12月/2017年12月
- スカパー!音楽祭（スカパー!）2017年3月
- みんなのうた（NHK）2017年8.9月
- FNSうたの夏まつり（フジテレビ) 2017年8月
- 月〜金お昼のソングショー ひるソン!（テレビ東京）2017年8.12月
- 音ボケPOPS（TOKYO MX） 2015年12月/2017年9月
- 関ジャム 完全燃SHOW（テレビ朝日）2017年11月
- 恋するクラシック（BS日テレ) 2018年12月
- 歌っていいだろう（BS朝日) 2019年4月

### CM
- SANKYO 2018年9月 -

### ラジオ
- 藤澤ノリマサのプレミアムタイム （STVラジオ）2009年4月-2017年3月
- ウィークエンドバラエティ 日高晤郎ショー （STVラジオ）
- ラジオビタミン （NHKラジオ第1）2010年-2012年3月
- ラジオ・チャリティー・ミュージックソン（ニッポン放送） 2010年12月
- 大沢悠里のゆうゆうワイド （TBSラジオ）
- 垣花正 あなたとハッピー! （ニッポン放送）
- 兵藤ゆきのハッピーにゆきね〜! （東海ラジオ）
- 武部聡志のSESSIONS（TOKYO FM）
- 平原綾香のヒーリング・ビーナス（TOKYO FM）
- 坂本美雨のディアフレンズ（TOKYO FM）2012年/2016年12月
- 高橋みなみの「これから、何する？」（TOKYO FM）2016年9月
- ビートルズから始まる。 (bay fm)
- 弾き語りフォーユー（NHK-FM）2017年8月
- 松井咲子の呼吸するクラシック 2015年/2016年10月/2019年
- 渡辺真知子  アフタヌーンパラダイス（エフエム世田谷）2015年12月/2016年9月/2017年
- 多恵子の今夜もふたり言 （HBCラジオ）
- 鈴木康博のメインストリートを突っ走れ！ 2017年11月
- 押尾コータローの押しても弾いても（MBSラジオ） 2019年8月26日

### 楽譜
ピアノ弾き語り my favorite songs （ドレミ楽譜出版社）2009年

### 雑誌
- Jam Spot (山野楽器)「シュガーちゃん」2008年-?
- Songs (ドレミ楽譜出版社) 「マイ ファースト ポップオペラ」「ポップ♪オペラ・シアターへようこそ」2009年4月-?
- 清流（清流出版)「ビギナーのためのクラシック入門」2017年1月-2018年12月